# Sinterklaasjournaal (2016)
Het Sinterklaasjournaal in 2016 was het zestiende seizoen van het Sinterklaasjournaal en werd gepresenteerd door Dieuwertje Blok. De intocht vond plaats in Maassluis.

## Verhaallijn
De stoomboot van Sinterklaas zette koers richting Maassluis, de stad waar Sinterklaas aan zou komen. De boot was zo zwaar beladen met cadeaus, dat hij veel te diep in het water was komen te liggen en uiteindelijk zelfs vastliep. Om dit op te lossen, werd vanuit Maassluis de stoomsleepboot Furie naar de gestrande stoomboot gestuurd om de vele cadeaus over te nemen en de boot alsnog naar de aanlegplaats te slepen. Zo kon Sinterklaas met zijn gevolg uiteindelijk toch aan land stappen.
De Pieten vergaten echter dat ze de cadeaus hadden overgeladen en toen ze enige tijd later het ruim van de stoomboot leeg aantroffen, sloeg de paniek dan ook toe. Uiteindelijk was het Pietje Puk die de gemoederen bedaarde en de andere Pieten eraan herinnerden dat alles nog op de Furie zou liggen. Onmiddellijk werden ze opgehaald en naar het Pietenhuis vervoerd. Ze kwamen echter in de war met lege cadeautjes, die waren overgebleven van nieuwe Pieten die hadden leren inpakken. De Pieten wilden deze lege pakjes met de bus van Pakjespiet naar de vuilstort brengen. Echter laadden ze per ongeluk de goede pakjes in de bus. Tot overmaat van ramp raakte Pakjespiet dermate overstuur van zijn blunders, dat hij zijn bus nam om weg te gaan, met de pakjes aan boord, en niemand wist waarheen.
Doordat er echter een feestslinger achter de bus aan bleef slierten die een spoor van vlaggetjes achterliet, kon Pietje Puk de bus terugvinden. De bus bleek in de modder te zijn vastgelopen en bovendien met een lege tank. Pietje Puk trok de bus los met hulp van het paard van Sinterklaas en sleepte hem vervolgens terug naar het Pietenhuis. Met de verjaardagstaart die Wellespiet voor Sinterklaas had gebakken en een lied dat Sinterklaas had gemaakt werd het nog een groot feest.

## Rolverdeling
| Rol                                | Naam                     |
| ---------------------------------- | ------------------------ |
| Presentatrice                      | Dieuwertje Blok          |
| Verslaggever                       | Jeroen Kramer            |
| Verslaggever                       | Lex Uiting               |
| Sinterklaas                        | Stefan de Walle          |
| Wellespiet                         | Dick van den Toorn       |
| Boekpiet                           | Marc Nochem              |
| Stafpiet                           | Martijn Hillenius        |
| Vergeetpiet                        | John Jones               |
| Huispiet                           | Maarten Wansink          |
| Pietje Precies                     | Bob Fosko                |
| Luisterpiet                        | Joep Onderdelinden       |
| Pietje Pam                         | Friso van Vemde Oudejans |
| Pietje Pet                         | Joost Spijkers           |
| Baardpiet                          | Rienus Krul              |
| Pakjespiet                         | Frans van Deursen        |
| Pietje Puk                         | Sarah Bannier            |
| Gastrollen                         |                          |
| Bennie van Gisteren                | Frans van Deursen        |
| Inwoonster Maassluis               | Frédérique Spigt         |
| Inwoner Maassluis                  | Pierre Wind              |
| Sluiswachter Maassluis             | John Buijsman            |
| Dirigent shantykoor                | Ernst Daniël Smid        |
| Cor                                | Bruun Kuijt              |
| Evelien                            | Juul Vrijdag             |
| Zichzelf                           | Tim Coronel              |
| Zichzelf                           | Tom Coronel              |
| Pietenspotter Arthur               | Mike Weerts              |
| Pietenspotter Wesley               | William Spaaij           |
| Boswachter                         | Nico de Haan             |
| Glazenwasser                       | Hajo Bruins              |
| Paardenkoper                       | Marjolijn Touw           |
| Leraar                             | Barry Atsma              |
| Juf Katrijn                        | Noortje Herlaar          |
| Lodewijk van Voorst tot Buitenhuis | Johnny Kraaijkamp jr.    |
| Harry                              | Dennis Weening           |
| Zichzelf                           | Hanneke Groenteman       |
| Haringverkoper                     | Gerard Joling            |
| Zichzelf                           | Loretta Schrijver        |